# Nops ursumus
Nops ursumus  (лат.) — вид мелких пауков рода Nops из семейства Caponiidae. Центральная Америка: Панама. Длина голотипа самца 4,94 мм (самка почти вдвое крупнее, достигает длины до 9,42 мм).
Вид Nops ursumus был впервые описан в 1967 году американским арахнологом Артуром Чикерингом (1887—1974) вместе с таксонами Nops craneae, Nops gertschi, Nops flutillus, Nops largus, Nops sublaevis, Nops simla, Nops toballus и другими новыми видами. Таксон Nops ursumus включён в состав рода Nops MacLeay, 1839.